# Референдум в Лихтенштейне (1976)
Референдум в Лихтенштейне по строительству автомагистрали из Вадуца в Шан проходил 19 сентября 1976 года. Предложение было отвергнуто 80,2% голосов избирателей.

## Контекст
Референдум касается проекта автомагистрали между столицей Вадуцем и городом Шан.
Ландтаг одобрил проект автодороги 13 мая 1975 года 11 голосами против 4 и выделил бюджет в 35 млн швейцарских франков. Это был факультативный референдум парламентского происхождения: учитывая высокую стоимость проекта, Ландтаг решил представить законопроект на голосование в рамках Статьи № 66 Конституции.

## Результаты
| Выбор                               | Голоса | %    |
| ----------------------------------- | ------ | ---- |
| За                                  | 746    | 19,8 |
| Против                              | 3 027  | 80,2 |
| Недействительных/пустых бюллетеней  | 88     | –    |
| Всего                               | 3 861  | 100  |
| Зарегистрированных избирателей/Явка | 4 762  | 81,1 |
| Источник: Démocratie Directe        |        |      |